# 江当乡
江当乡（藏語：འྕགས་འདམ་，威利转写：lcags 'dam），是中华人民共和国西藏自治区日喀则市桑珠孜区下辖的一个乡镇级行政单位。

## 行政区划
江当乡下辖以下地区：
江当村、曲夏村、白热村、嘎仓村、雄卓村、扎西宗村、拉康村、龙桑村、加玛卡村、龙日村、雪琼村、拉圭村、康果村、郭加村和汤麦村。